# Pol-e Chumrí
Pol-e Chumrí je město v severním Afghánistánu. Je hlavním a nejlidnatějším městem provincie Baghlán. V roce 2015 ve městě žilo přibližně 221 tisíc obyvatel, díky čemuž tak bylo město devátým nejlidnatějším městem v Afghánistánu a druhé nejlidnatější město v severovýchodní části země po Kundúzu. Nachází se v nadmořské výšce přibližně 920 m n. m.100 kilometrů jižně od Kundúzu, 200 kilometrů jihovýchodně od města Mazáre Šeríf a 230 kilometrů severně od Kábulu. Je významné zejména pro svůj průmysl. 
V srpnu 2021 se město stalo osmým hlavním městem provincie, které dobylo hnutí Tálibán krátce před ovládnutím celé země. V říjnu 2023 ve městě zemřelo sedm osob v důsledku atentátu na mešitu spáchaném teroristickou organizací ISIS-K. Panuje zde studené semiaridní podnebí. V roce 1954 byla ve městě postavena cementárna, jejíž stavba byla z větší části financována Československem. Kromě toho se zde nachází uhelný důl a pěstují se zde pšenice, rýže a různé druhy koření. 